# أل أندرسون
أل أندرسون (بالإنجليزية: Al Anderson) هو كاتب أغاني أمريكي، ولد في 13 مارس 1947 في Windsor, Connecticut ‏ في الولايات المتحدة.

## وصلات خارجية
- أل أندرسون على موقع ميوزك برينز (الإنجليزية)
- أل أندرسون على موقع أول ميوزيك (الإنجليزية)
- أل أندرسون على موقع ديسكوغز (الإنجليزية)